# .nf
.nf è il dominio di primo livello nazionale assegnato all'Isola Norfolk.
Fa parte del Council of Country Code Administrators (CoCCA).